# Ivica Račan
Ivica Račan (Ebersbach, 24. veljače 1944. – Zagreb, 29. travnja 2007.), bio je hrvatski političar, predsjednik Vlade Republike Hrvatske od 27. siječnja 2000. do 23. prosinca 2003. godine i prvi predsjednik Socijaldemokratske partije Hrvatske.
Početkom 90-ih godina, kao sekretar Saveza komunista Hrvatske bio je jedna od političkih figura koji su bitno doprinijeli da dođe do novog izbornog zakonodavstva i da se omogući pluralističko društvo i prve demokratske izbore u Hrvatskoj. Na 14. izvanrednom kongresu Saveza komunista Jugoslavije u siječnju 1990. de facto je izvukao Hrvatsku iz Jugoslavije pod šapom Slobodana Miloševića, tadašnjeg predsjednika Predsjedništva SR Srbije. Nakon demokratskih promjena, stranku reformira i osniva Socijaldemokratsku partiju Hrvatske te postaje njen predsjednik.
Kao predsjednik 7. Vlade Republike Hrvatske, izveo je Hrvatsku iz svojevrsne međunarodne izolacije. Vlada je sklopila sporazum s MMF-om i započela s nepopularnim reformama. Nakon što vladajuću koaliciju napuštaju dvije stranke (HSLS i IDS), Sabor je izglasao povjerenje osmoj hrvatskoj Vladi kojoj od 30. srpnja 2002. na čelu ostaje Ivica Račan. Do kraja mandata suzbijena je nelikvidnost, pokrenut je gospodarski rast, započeta i gotovo dovršena gradnja autoceste A1, potpisan Sporazum o stabilizaciji i pridruživanju, te predan zahtjev za članstvom u Europskoj uniji.
Nakon izgubljenih parlamentarnih izbora 2003. godine, nastavlja voditi Socijaldemokratsku Partiju Hrvatske kao njen predsjednik. Tu dužnost vršiti sve do svoje smrti 2007. godine kada umire od malignog tumora u Zagrebu. Nasljeđuje ga Zoran Milanović nakon unutarstranačkih izbora.

## Mladost

### Obitelj
Račan je rođen u Ebersbachu u njemačkom logoru u obitelji Ivana i Marije r. Draženović. Račanov otac Ivan bio je poliglot, pripadnik internacionalnih brigada u vrijeme Španjolskog građanskog rata i anarhist podrijetlom iz Osijeka. U zarobljeničkom radnom logoru bio je sudski tumač. Majku Mariju su Nijemci uhitili u rodnom Križopolju u Lici i odveli ju u isti logor gdje je upoznala Račanovog oca. Nakon toga je Ivan uskoro prebačen u koncentracijski logor, a dok je bila u visokoj trudnoći, Mariju je iz logora spasila jedna Njemica čijoj je obitelji pomagala u kućanskim i poljoprivrednim poslovima.
U toj kući je rođen i Ivica Račan, nakon čega ju je ta Njemica zajedno sa sinom Ivicom poslala sestri u Dresden gdje su preživjeli savezničko bombardiranje 1945. Četiri dana nakon bombardiranja pronađeni su u podrumu.
Nakon rata, Račanovog oca su iz koncentracijskog logora oslobodili Amerikanci. Ponovno se sreo s obitelji i živjeli su nekoliko mjeseci u Bratislavi, nakon čega su se vratili u Hrvatsku. Pošto mu je otac ranije imao farmu u Švicarskoj, komunistička vlast zadužila ga je da osniva poljoprivredne i peradarske farme, zbog čega se Račanova obitelj često selila. Živjeli su u Božjakovini, Kutjevu i na kraju u Slavonskom Brodu.
Tu su dobili kuću na farmi koja je uskoro pretvorena u odlagalište otpada zbog čega se njegov otac bunio i pisao tužbe protiv države, no bezuspješno. Otac Ivan umro je od posljedica moždanog udara 1966., a majka se 1970. preselila u stan u Slavonskom Brodu.

### Školovanje
Nakon završene srednje škole pokušao se upisati na Akademiju dramskih umjetnosti u Zagrebu jer je želio biti glumac, no kako nije prošao prijemni ispit upisao se na Pravni fakultet gdje diplomira 1970. godine. Zaposlen je 1967. u Institutu za društvena istraživanja kao znanstveni suradnik.

## Politička djelatnost

### Savez komunista Hrvatske
U Savez komunista Hrvatske učlanio se 1959. godine. Nakon sloma Hrvatskog proljeća 1971. i čišćenja ideoloških kadrova koje je uslijedilo 1972., Ivica Račan kooptiran je u Gradski komitet Zagreba, a potom u Izvršni komitet Saveza komunista Hrvatske (IK SKH) gdje je bio zadužen za ideologiju.
Dužnost u IK SKH obnašao je do 1978. kada je postao član Predsjedništva Centralnog komiteta SKH (CK SKH). Direktor škole Saveza komunista Jugoslavije (SKJ) "Josip Broz Tito" u Kumrovcu postao je 1982., a istodobno je bio i urednik časopisa za društveno-politička istraživanja Kumrovečki zapisi. Između 1986. i 1989. bio je član Predsjedništva CK SKJ.
Za predsjednika CK SKH izabran je 13. prosinca 1989., a protukandidat bio mu je Ivo Družić. U to vrijeme je objavljeno da će se u Hrvatskoj provesti višestranački izbori. Na 14. kongresu SKJ održanom 23. siječnja 1990. predvodio je hrvatsko izaslanstvo. Na Kongresu se otvoreno sukobio sa Slobodanom Miloševićem. Nakon što su slovenski izaslanici napustili Kongres, Račan je za govornicom izjavio kako "mi [SKH] ne možemo prihvatiti Jugoslavensku partiju bez Slovenaca", nakon čega je, zajedno s hrvatskim izaslanstvom, napustio Kongres čime je označen kraj vladavine SKJ.

### Prvi višestranački izbori i oporbeno djelovanje
Zasluga je Ivica Račana to što su prihvaćeni izborni zakoni, što je prihvaćeno da se raspišu demokratski izbori, zasjenjena je bila slomom tadašnjeg poretka, ali ipak on je bio dio progresivnih snaga SKH koji su omogućili uvođenje višestranačja. U velikoj ustavotvornoj komisiji i tijelima koji su sudjelovali u donošenju novog, božićnog Ustava zauzimao se za odredbe koje će jamčiti da nova Hrvatska spada u korpus socijalnih država.
10. prosinca 1989. SKH donosi odluku o raspisivanju izbora na svim razinama koji se održavaju u travnju i svibnju 1990. godine. Na njima pobjeđuje Hrvatska demokratska zajednica, a SKH s oko 35% glasova osvaja 72 zastupnička mjesta u Hrvatskom saboru. SKH mirno predaje vlast HDZ-u. 
Unatoč tomu, početkom 1990-ih izjavljuje poznatu rečenicu koja će odjekivati hrvatskim političkim prostorom iza procesa stihijske i devastirajuće privatizacije u vremenu Franje Tuđmana, a nakon toga kleptokratičko-klijentelističke ere Ive Sanadera: HDZ je stranka opasnih namjera!
Krajem te godine SKH usvaja socijaldemokratsko usmjerenje, te mijenja ime u SKH - Stranka demokratskih promjena, a 1993. u SDP - Socijaldemokratska partija Hrvatske.
Na parlamentarnim izborima 1992. godine SKH-SDP osvaja porazno nizak broj glasova, te jedva ulazi u sabor.

### Koalicijska vlada 2000. – 2003.
U kolovozu 1998. Ivica Račan i Dražen Budiša potpisuju sporazum o suradnji dviju stranaka i traže raspisivanje prijevremenih izbora. Nedugo zatim dolazi i do prvog sastanka šest oporbenih stranaka: SDP, HSLS, HSS, HNS, LS i IDS konsenzusom prihvaćaju stratešku suradnju na idućim izborima. Na parlamentarnim izborima 3. siječnja 2000. koalicija SDP-HSLS osvaja 38.7% glasova, te se uspostavlja vlada koalicije šest stranaka s Ivicom Račanom kao premijerom, koja će se još zvati i "trećesiječanjskom vlašću".
Njegova vlada je završila izolaciju Hrvatske i započela reintegraciju u međunarodnu zajednicu. Privatizacija je zaustavljena, ali nisu uspjeli poništiti učinke iste. Izgradila je autocestu Split-Zagreb i to kroz hrvatski teritorij. Sve češćim sukobi između stranaka članica vladajuće šestorice su opterećivali njegovu vladu, kao i kritike od strane oporbenog HDZ-a.
Od preuzimanja vlasti do kraja 2003. godine, Račanova vlada rasprodala je stranim poduzetnicima 90,8% hrvatskih banaka, čime je zadan veliki udarac hrvatskom gospodarstvu, koji će kasnije utjecati i na propadanje brojnih proizvodnih pogona prehrambene, tekstilne i metalurške industrije te zatvaranja brodogradilišta. Za usporedbu, tijekom drugog mandata Franje Tuđmana koncem 1998. godine samo je 6,7% hrvatskog bankarstva bilo u stranom vlasništvu. Dok neki tvrde upravo suprotno.

### Političko djelovanje od 2003. do smrti
Nakon parlamentarnih izbora 2003. godine, SDP je postala najača oporbena stranka. Ivicu Račana na mjesto predsjednika Vlade nasljeđuje Ivo Sanader, a on postaje zastupnik u Hrvatskom saboru te predsjednik Kluba zastupnika SDP-a. Obnašao je dužnost predsjednika Nacionalnog odbora za praćenje pristupanja Republike Hrvatske Europskoj uniji.

## Bolest
31. siječnja 2007. g. liječnici otkrivaju da bolovi u ramenu koje je Račan neko vrijeme trpio nisu posljedica "smrznutog ramena", nego je u pitanju maligni tumor. Istog dana, Račan najavljuje privremen odlazak iz politike. Odmah zatim u njemačkoj bolnici Bogenhausen u Münchenu podvrgnut je operaciji uklanjanja tumora. 8. veljače ustanovljuje se da je tumor u ramenu metastazirao iz bubrega koji je nekoliko dana kasnije uklonjen zajedno s mokraćovodom i limfnim čvorovima. Povratkom u Zagreb, nastavlja liječenje na Klinici za onkologiju na "Rebru" kemoterapijom i zračenjem. 4. travnja SDP priopćava pogoršanje Račanovog zdravlja i otkrivanje novih metastaza u mozgu.
11. travnja podnosi ostavku na mjesto predsjednika SDP-a. Idućeg dana stanje mu se još više pogoršava, a mediji preuranjeno objavljuju njegovu smrt. 13. travnja objavljeno je da Račan tek povremeno dolazi k svijesti i da jedino još prima jake analgetike. Umro je 29. travnja 2007. u 3.05 sati.

## Ocjene
Prvi predsjednik Republike Franjo Tuđman poštovao je Ivicu Račana, o čemu svjedoči Hrvoje Šarinić: "Račana je, rekao bih, u toj plejadi bivših, preobučenih, reformiranih komunista najviše cijenio. Govorio je da je Račan u Beogradu svojim ponašanjem branio hrvatske interese, kao što je Kučan branio slovenske, te da je uvijek bio umjeren i staložen."
Nasuprot ovoj povoljnoj ocjeni Račanova političkog suparnika o Račanu postoje i oprečne ocjene, prva o nečinjenju odnosno dopuštanju oduzimanja oružja Teritorijalne obrane Hrvatske, kad je između dva kruga prvih demokratskih izbora u tadašnjoj SFRJ 1990. SKH-SDP predala JNA oružje Teritorijalne obrane temeljem odluke koju je donio Generalštab JNA, tj. potpisao je ratni zločinac Blagoje Adžić. "To je bila velika količina pješačkog, protuoklopnog i protuzračnog oružja, te lako topništvo. Tim oružjem se moglo naoružati na desetine tisuća ljudi i bitno olakšati obrana Hrvatske. Za razliku od SKH-SDP, Savez komunista Slovenije odbio je predati oružje slovenskog naroda u ruke JNA odlučnim odbijanjem i organiziranjem otpora neprijatelju."
Odgovornost Račanu eksplicitno pripisuje Andrija Hebrang: "Ivica Račan je izručio 200.000 komada oružja JNA jer se to od njega tako tražilo iz Beograda, iako se isto tražilo i od Slovenaca, ali oni su to odbili učiniti. Tako je razoružao hrvatski narod i predao agresoru oružje koje je pripadalo nama, a koje su platili hrvatski porezni obveznici."
Kako svjedoči Vladimir Šeks, zasluge Ivici Račanu ne pripadaju samo zbog omogućavanja održavanja višestranačkih izbora nego i omogućavanja demokratske uspostave nove vlasti. "Lik, djelo i političku ulogu Ivice Račana treba promatrati u kontekstu političkog vremena i povijesnih razdoblja naše prošlosti, do vremena njegovog odlaska s političke pa i životne pozornice. Pamtim Ivicu Račana otkad je nakon 1971. imenovan za člana CK SKH, tada su se u naknadnom pamćenju i sjećanju iskristalizirale dvije moguće opcije u pogledu njegovog političkog djelovanja. Po jednoj je on bio kao direktor Kumrovečke škole jedan vrlo rigidni provoditelj politike koja je došla nakon sloma Hrvatskog proljeća, a po drugoj političkoj prosudbi, kojoj se ja priklanjam jer sam se u to i uvjerio, on je u tome razdoblju bio vrlo blagonaklon i sprečavao je revanšističke porive prema bivšim pripadnicima Saveza komunista koji su silom maknuti grubom silom s političke pozornice nakon Hrvatskog proljeća", kaže Šeks i podsjeća kako je i sam bio žrtva sloma Hrvatskog proljeća.
Nakon Tuđmanove smrti počela je detuđmanizacija, Mesić je nakon otvorenog pisma u kojem upozoravaju na kriminalizaciju Domovinskog rata smijenio 7 aktivnih generala.
Mesićevu rabotu dovršio je Račan, "Tuđmanovu pomirbu uništio je najprije Stipe Mesić onim nevjerojatnim izbacivanjem desetak najvažnijih generala Hrvatske vojske iz same vojske, nakon toga su bivši oficiri JNA potpuno preuzeli kontrolu nad vojskom i to traje do danas. Potom je Račan uništio HIS u onoj besramnoj akciji uništenja obavještajnog sustava koji je tek uhvatio nešto korijena i počeo se odmicati od starih udbaških kadrova. Račan je proces vratio na početak, a povratak starih udbaša u obavještajnu strukturu je nakon toga bio opća pojava. Rušenjem Vjesnika, onakvom suspektnom prodajom Večernjeg lista i izbacivanjem nekoliko desetina novinara hrvatske provenijencije s HTV-a Račan je najveći dio medija stavio pod izravnu kontrolu, danas je ta situacija još gora. Biranim pravosudnim akcijama uglavnom su tajkuni desne provenijencije završavali u zatvoru, a sada s predstečajnim nagodbama još je jednom i u ideološkom kontekstu temeljito pročišćena gospodarska scena. Kad je ova vlast još i ukinula pokroviteljstvo Sabora nad komemoracijom na Bleiburgu, to je bio znak da su i tamo izvjesili svoju zastavu i da je uništen i zadnji simbol Tuđmanove pomirbe."

## Vanjske poveznice
- Biografija na www.sabor.hr  Arhivirana inačica izvorne stranice od 11. rujna 2005. (Wayback Machine)

| Prethodnik 'nitko' | predsjednik Socijaldemokratske partije Hrvatske 1990. – 2007. | Nasljednik Zoran Milanović 2007. – 2016. |